# Haltern am See
 Haltern am See város Németországban, Észak-Rajna-Vesztfália tartományában.

## Városrészek
Következik városrészek léteznek:
Flaesheim, Haltern am See, Hamm-Bossendorf, Holtwick, Hullern, Lavesum, Lippramsdorf és Sythen

## Népesség
| Lakosok száma | 29 750 | 37 763 | 37 266 | 38 020 | 37 977 | 38 013 | 37 808 | 38 117 | 38 033 |
|               | 1975   | 2010   | 2013   | 2015   | 2017   | 2019   | 2021   | 2022   | 2023   |

## Politika

### A városi tanács
A település városi tanácsa 44 választott képviselőből áll.
| Párt / Lista | Eredmény 2014 | Mandátum |
| ------------ | ------------- | -------- |
| CDU          | 39,5%         | 17       |
| SPD          | 29,3%         | 13       |
| Grüne        | 15,2%         | 7        |
| WGH          | 9,1%          | 4        |
| FDP          | 3,9%          | 2        |
| UBP          | 3,1%          | 1        |
| Összesen     | 100%          | 44       |

## Turistalátványosságok
- Templomok

## Fordítás
Ez a szócikk részben vagy egészben  a   Haltern am See című német Wikipédia-szócikk fordításán alapul.  Az eredeti cikk szerkesztőit annak laptörténete sorolja fel. Ez a jelzés csupán a megfogalmazás eredetét és a szerzői jogokat jelzi, nem szolgál a cikkben szereplő információk forrásmegjelöléseként.